# Эберг, Карлотта
Мария Карлотта Эберг (швед. Maria Charlotta Öberg; 1818, Стокгольм — 21 июня 1856, там же) — шведская поэтесса.

## Биография и творчество
Карлотта Эберг, известная также как Лотта Эберг, родилась в 1818 году в Стокгольме. Её отец был плотником, а мать — прислугой в домах буржуазии. У родителей Лотты не было денег, чтобы послать её в школу, поэтому девочка училась сама, по учебникам соседского мальчика. Вскоре она начала писать стихи. Семья была настолько бедной, что Карлотте даже не на что было купить бумагу, и она писала на обрывках, которые ей удавалось найти.
Однажды Карлотта прочла одно из своих стихотворений в богатом доме, где работала её мать. Её чтение услышал некий граф Веттерстедт (вероятно, Густаф аф Веттерстедт, член Шведской академии) и взял юную поэтессу под своё покровительство. Она начала ходить в школу, получила дальнейшее образование и смогла заниматься литературным творчеством. Впоследствии, с 1834 по 1841 год, она опубликовала несколько небольших стихотворных сборников под псевдонимом Лотта Эберг. Первый её сборник, «Lyriska dikter», имел большой успех. В одном из стихотворений Карлотта сравнивала себя со скромным полевым цветком, который добрые руки пересадили в плодородную почву, вдали от страданий.
Карлотта Эберг, имевшая слабое здоровье, умерла в 1856 году в возрасте 38 лет.